# Kenneth McAlpine
Kenneth McAlpine, detto Ken (Cobham, 21 settembre 1920 – Pembury, 8 aprile 2023), è stato un pilota automobilistico britannico.
Dopo la morte di Eric Thompson, avvenuta il 22 agosto 2015, diventò il decano dei piloti di Formula 1.
È stato l'ultimo pilota in vita ad aver preso parte al mondiale del 1952. Inoltre, seguendo la cronologia dei vari Gran Premi, dopo la morte di Stirling Moss, avvenuta il 12 aprile 2020, era diventato il pilota più anziano tra quelli in vita ad aver partecipato ad una gara valevole per il campionato di Formula 1, grazie all'esordio avvenuto nel Gran Premio di Gran Bretagna 1952.

## Biografia
Kenneth McAlpine nacque nel Surrey il 21 settembre 1920, da una famiglia benestante. I McAlpine, infatti, erano molto attivi nel campo dell'edilizia sin dal 1869, quando Robert McAlpine, un ex minatore, fondò un'impresa di costruzioni. Tra le varie opere civili realizzate dai McAlpine, spicca lo stadio di Wembley.
Nel corso della Seconda Guerra Mondiale Kenneth McAlpine prestò servizio nella Royal Air Force.
Sul finire degli anni quaranta manifestò interesse verso il mondo delle corse e decise di acquistare una Maserati 8CM, che portò all'autofficina Continental Autos di Send, nel Surrey, per farla elaborare. Colpito dal lavoro di Mike Oliver e Rodney Clarke, decise di supportare economicamente l'autofficina, finanziando la costruzione di auto da corsa. Ciò portò alla nascita, nel 1949, del team Connaught.
Nel 1950 il team costruì le prime monoposto di Formula 2 e McAlpine iniziò a partecipare ad una serie di corse, ottenendo il secondo posto al Daily Mail Trophy di Boreham, nell'Essex. Visti i buoni risultati, ci fu un ampliamento della scuderia.
Nel 1952 il campionato di Formula 1 fu esteso alle vetture di Formula 2 e ciò consentì alla Connaught di partecipare alla competizione, schierando, tra gli altri, Ken Downing, Eric Thompson, un giovane Stirling Moss e lo stesso McAlpine. Le Connaught, tuttavia, si rivelarono poco competitive e non riuscirono ad ottenere risultati di rilievo.
Nel 1953 McAlpine prese parte a quattro Gran Premi, ottenendo come miglior risultato stagionale il 13º posto al Gran Premio di Germania, che sarà anche il suo miglior piazzamento in Formula 1.
Dopo aver disertato il campionato del 1954, nel 1955 prese parte al Gran Premio di Gran Bretagna, nel corso del quale fu costretto al ritiro. La prima vittoria del team in Formula 1 arrivò quell'anno con Tony Brooks, che vinse il Gran Premio di Siracusa, gara non valevole per il campionato. Nello stesso anno McAlpine esordì nella 24 Ore di Le Mans, nel corso della quale fu costretto al ritiro per problemi al motore. Al termine della stagione sportiva McAlpine lasciò la Formula 1 e il mondo delle corse.
Nel 1957 la Connaught si ritrovò in difficoltà sul piano economico e McAlpine decise di cedere la proprietà della scuderia a Bernie Ecclestone, all'epoca manager del pilota Stuart Lewis-Evans. Dopo la morte di Lewis-Evans, nel 1958, Ecclestone si ritirò temporaneamente dalla Formula 1 e mise in vendita la scuderia. La Connaught lasciò la Formula 1 nel 1959.
Dopo l'addio alla Formula 1, McAlpine tornò ad occuparsi dell'azienda di famiglia. Successivamente si interessò anche alla costruzione di elicotteri, fondando la McAlpine Helicopters. Proprietario di un vigneto presso la sua abitazione nel Kent, è stato molto attivo anche nella promozione della viticoltura in Gran Bretagna.

## Risultati in Formula 1
| 1952 | Scuderia              | Vettura     |  |  |  |  |    |  |  |     |  | Punti | Pos. |
| ---- | --------------------- | ----------- |  |  |  |  | -- |  |  | --- |  | ----- | ---- |
| 1952 | Connaught Engineering | Connaught A |  |  |  |  | 16 |  |  | Rit |  | 0     |      |

| 1953 | Scuderia              | Vettura     |  |  |     |  |  |     |    |  |    | Punti | Pos. |
| ---- | --------------------- | ----------- |  |  | --- |  |  | --- | -- |  | -- | ----- | ---- |
| 1953 | Connaught Engineering | Connaught A |  |  | Rit |  |  | Rit | 13 |  | NC | 0     |      |

| 1955 | Scuderia              | Vettura      |  |  |  |  |  |     |  |  |  | Punti | Pos. |
| ---- | --------------------- | ------------ |  |  |  |  |  | --- |  |  |  | ----- | ---- |
| 1955 | Connaught Engineering | Connaught Bs |  |  |  |  |  | Rit |  |  |  | 0     |      |

| Legenda | 1º posto     | 2º posto | 3º posto    | A punti         | Senza punti/Non class.  | Grassetto – Pole position Corsivo – Giro più veloce |
| Legenda | Squalificato | Ritirato | Non partito | Non qualificato | Solo prove/Terzo pilota | Grassetto – Pole position Corsivo – Giro più veloce |